# 테크 공자 프랜시스
테크 공자 프랜시스(Prince Francis of Teck, 1870년 1월 9일 ~ 1910년 10월 22일)는 조지 5세의 아내인 테크의 메리의 남동생이었다. 